# Народно-трудовий союз російських солідаристів
Народно-трудовий союз російських солідаристів (НТС) — політична націоналістична організація російської еміграції. Видавала журнали «Посев» та «Грані», а також газету «За Россию». 

## До Другої світової війни

Емблема НТС

Попередником НТС був Союз російської національної молоді (СРНМ). До 1929 року СРНМ об'єднався з декількома аналогічними молодіжними організаціями і був перейменований в Національний союз російської молоді за кордоном (НСРМ). 1 червня 1930 р. на Першому з'їзді представників груп і союзів російської національної молоді в Белграді було проголошено створення єдиної Спілки(Союзу), до якого увійшли молодіжні групи в Югославії, Франції, Болгарії, Нідерландах, а також дев'ять представників югославських відділень Російського союзу національної молоді. На цьому ж з'їзді було обрано керівний склад НСРМ, сформульовані ідеологічні положення нової організації, прийнятий її тимчасовий статут.
Через 17 місяців після 1-го з'їзду в Белграді відбувся 2-й з'їзд НСРМ. На ньому було змінено і назву Союзу. З цього моменту він став іменуватися Національним союзом нового покоління (НСНП). У Статут Союзу був введений і новий пункт — віковий ценз. Тепер в Союз могли надходити тільки народжені після 1895 року. Віковий ценз, на думку членів Союзу, повинен був захистити організацію від «гріхів і забобонів минулого», тобто від впливу діячів білої еміграції та дореволюційних політиків, на яких частково покладалася вина за розпад Російської імперії та поразку антикомуністичних сил у громадянській війні.
НСНП орієнтувався на концепцію так званої «корпоративної держави». Пізніше, в роки Другої світової війни, непопулярний термін «корпоративна держава» (який використовували режими Муссоліні, Дольфуса та Франко) перестає вживатися і замінюється на термін «солідаризм».
Організація ставила собі за мету боротьбу за повалення комуністичного ладу на історичній Батьківщині (під якою розуміла всю територію історично Російської імперії). У зв'язку з тим, що наявність розгалуженої агентури ОГПУ в середовищі білої еміграції призводила до арештів агентів, яких засилали в СРСР по лінії РОВС, керівництво НТС вирішило використовувати іншу тактику (після війни це лягло в основу «молекулярної теорії» Володимира Поремского) — засилати по одному агентів, не знайомих один з одним, щоб їх не могли вирахувати через їхні зв'язки, після цього агентам ставилося завдання самостійно шукати однодумців в СРСР.
У 1932 році в СРСР через Прибалтику по каналах «Братства російської правди» були спрямовані шість членів НСНП, проте всі вони загинули. Після цього керівництво Союзу домовилося про використання каналів переправлення нелегалів з РОВС. Більшість нелегалів, засланих до СРСР як до війни, так і після війни, були схоплені органами НКВС та страчені.
У 1936 році Рада Союзу встановлює емблему руху — «тризуб», знак великого князя Володимира Святославича, на триколірних біло-синьо-червоному тлі (нахил триколора повторює нахил на шевроні Добровольчої армії). Форма тризубу відрізняється від тієї, що на українському державному гербі.

## Друга світова війна
З початком у вересні 1939 року Другої світової війни нелегальні переходи кордону в Польщі припинилися, зате відкрилися нові можливості в Румунії, де в прикордонній області проводився обмін населення. Тут перейшло кордон ще десять чоловік з НСНП. З них Дмитро Лукницький загинув під час переправи через Прут, а Василь Леушин і Володимир Чеботаєв були незабаром захоплені в Галичині і Буковині. Машута Дурново і Георгій Казнаков теж були захоплені через 4 місяці після переходу. Але п'ятьом нелегалам вдалося влаштуватися в СРСР. В результаті операції, мабуть, десять осіб загинуло при переході або незабаром після переходу кордону. Дев'ять почали друге життя, поклавши початок організації НСНП всередині СРСР.
З осені 1941 року стали утворюватися групи НСНП в окупованих німецькими військами Мінську і Вітебську, був створений центр в Смоленську, де роботі Союзу протегував міський голова Борис Меньшагін і де помер від тифу В. В. Бранд, який керував цією роботою. Далі діяльність НСНП поширилася на район Пскова аж до Гатчини, на Вязьму, Брянськ, Орел. У березні 1942 року німцями було створено навчальні табори в Ціттенгорсті, а потім в Вустрау під Берліном, куди відбиралися кваліфіковані особи з військовополонених для підготовки до адміністративної роботі «на Сході». Викладання в них взяли в свої руки керівники НСНП / НТС. З більш ніж 500 російських курсантів в НТС було прийнято близько 30 осіб, в тому числі майбутні видатні його діячі. Там видавалися необхідні Союзу друковані матеріали — як підпільно, так і відкрито, під виглядом навчальних посібників.
НСНП / НТС співпрацював з керівником РОА генералом А. А. Власовим. У березні 1943 року була створена школа пропагандистів РОА в Дабендорфі під Берліном. Власов запросив з Вустрау керувати школою в Дабендорфі генерала Ф. І. Трухіна, колишнього викладача Академії генерального штабу, на той час члена Ради НСНП / НТС, і 10 осіб за його вибором. Серед них були А. Н. Зайцев (Артемов), А. А. Кандауров, Н. Г. Штифанов, генерал Меандров. Через курси в Дабендорфі пройшли в цілому 4500 курсантів; від 40 до 50 з них були прийняті в НТС.
НТС вів також пропагандистську роботу серед радянських громадян — біженців, полонених і «остарбайтерів» в районах Берліна, Відня, Гамбурга, Дрездена, Людвігсхафена, Штутгарта та інших міст. Багато членів НТС складалися в редакціях або співпрацювали з колабораціоністськими ЗМІ, наприклад, з газетою «Новий шлях».
У 1943 під Полоцьком незадовго до німецького відступу члени НТС П. Д. Пономарьов і В. І. Алексєєв провели кілька відкритих мітингів під російським трибарвним прапором.
У 1943 членом НТС Ростиславом Полчаніновим в окупованому німцями Пскові був створений підпільний скаутський загін, який існував до 1944 року. У 1944 Полчанінов за антинімецьку діяльність був заарештований гестапо .
Багато з приблизно 150 членів НТС, заарештованих гестапо в 1943—1944 роках, загинули в Бухенвальді, Берген-Бельзені, Дахау, Гросс-Розені, Заксенгаузені та інших німецьких концтаборах.
4 квітня 1945 року генералу Власову вдалося домогтися звільнення керівних членів Союзу з в'язниці на Александерплац в Берліні.
Американський історик А. Даллін писав: «Значення НТС в контексті німецької східної політики в тому, що […] рішуча і добре організована група зуміла інфільтрувати майже всі німецькі відомства, зайняті російським питанням, і тиснути на них. Але в підсумку російські національні інтереси, як їх бачив НТС, взяли гору над цим тимчасовим пристосовництвом, призвели до конфлікту з гестапо і до арешту керівництва НТС влітку 1944 року».

## «Холодна війна»
Після війни центр НТС влаштувався в таборі переміщених осіб Менхегоф під Касселем в Західній Німеччині. НТС вів агітацію серед емігрантів «другої хвилі» і намагався вести пропаганду серед радянських окупаційних військ у Німеччині та Австрії.
Радянські органи держбезпеки викрадали керівників НТС за кордоном і намагалися розправитися з ними.
У червні 1953 р. вісім агентів НТС були скинуті з парашутами з американського літака в районі Майкопа. Кожен мав при собі рацію, шифрувальний блокнот і зброю. Всі вісім агентів були схоплені співробітниками радянської держбезпеки. Провал стався завдяки інформації, отриманої радянською розвідкою від Кіма Філбі.
У 1950-ті роки НТС опинився під повним контролем ЦРУ. Для підготовки кадрів в Німеччині був створений спеціальний Інститут з вивчення СРСР, також навчання проходило в спеціальних школах США і Великої Британії.
З 1951 року НТС став проводити так звані «кульові акції». Вони полягали в перекидання на територію СРСР агітаційної літератури за допомогою повітряних куль. Такі кулі запускалися з урахуванням напрямку вітру з країн, які мали спільний кордон з Радянським Союзом — наприклад, Фінляндії. У 1957 році «кульові акції» через їх малу ефективність були згорнуті.
З 1953 р члени НТС брали активну участь в роботі Радіо «Визволення» (з 1959 р. Радіо «Свобода»).
Починаючи з 1955 року значне число радянських громадян почало виїжджати за кордон на молодіжні фестивалі, виставки, міжнародні конференції і т. д. Члени НТС зав'язували з ними бесіди, передавали їм книги, журнали «Посев» і «Грані», брошури, газети. Спеціально для радянських моряків закордонного плавання НТС видавав газету «Вахта Свободи» (з 1956 року, в 1981—1987 рр. «Вахта»). НТС також використовував підроблені видання різних радянських газет — так, під виглядом радянського видання НТС, зокрема, вперше опублікував доповідь Хрущова на закритому засіданні XX з'їзду КПРС.
У виданнях НТС «Посів» і «Грані» публікувалися багато дисидентів з СРСР, зокрема, О. Солженіцин, О. Галич, Б. Окуджава, Г. Владимов і ін.
Характерним для видань НТС є висвітлення в позитивному сенсі діяльності генерала А. Власова і його послідовників. У повоєнні роки НТС, який був до того білоемігрантської організацією, поповнюють нові члени, серед яких чималу частку становлять колишні «власовці», а в 1970-ті — першій половині 1980-х і представники т. н. «третьої хвилі» еміграції — вихідці з СРСР.

## Перебудова: поступова де-факто легалізація в СРСР
Після свого арешту улітку 1982 року радянські дисиденти Валерій Сендеров і Ростислав Євдокимов оголосили органам КДБ про те, що вони є членами НТС. Вийшовши на свободу в початку 1987 року, вони виявилися першими в Росії відкритими членами НТС.
Активісти НТС в Росії сприяли створенню перших опозиційних партій в СРСР, таких як Російський християнський демократичний рух, Демократичний союз. У створенні РХДД взяв діяльну участь Валерій Сендеров, Демократичного союзу — Андрій Дерев'янкин. Обидва увійшли до керівництва згаданих організацій.
Після розпаду СРСР переслідування НТС було повністю припинено. Представники НТС приїжджали в Росію з лекціями, поширювали літературу. Стала можливою підписка на журнали «Грані» і «Посев».
У 1996 НТС був зареєстрований в Міністерстві юстиції Росії як суспільно-політичний рух. Кандидати від НТС намагалися балотуватися в Держдуму і місцеві органи влади, проте майже завжди безуспішно.
Легалізація НТС в Росії сприяла майже повній втраті інтересу до цієї організації з боку населення. Лібералів, які раніше читали «Посев» і «Грані» через публікації в них радянських дисидентів, відштовхнула досить консервативна ідеологія цієї організації (НТС досі не засудив «корпоративну» ідеологію ранніх років свого існування), а плюралізм в сфері друку привів до того, що дані журнали стали друкувати роботи майже виключно активістів НТС, тоді як раніше в них широко була представлена палітра російської громадської думки. З точки зору партій національно-патріотичного спрямування, навпаки, програма НТС виглядала занадто млявою і нерішучою. І тим, і іншим шкодило відверто позитивне ставлення НТС до генерала Власова і його послідовників. Крім того, більшість представників націонал-патріотичної опозиції в 1990-і роки не поділяли позицію НТС по відношенню до президента Б. М. Єльцина, якого НТС однозначно підтримував в протиборстві з комуністичноюї опозицією.
В останні роки НТС припинив будь-яку діяльність як політична організація і тепер лише займається популяризацією ідей солідаризму.

## Голови НТС
- 1930—1933 — Сергій Миколайович Лейхтенбергський
- 1934—1954 — Віктор Михайлович Байдалаков
- 1955—1972 — Володимир Дмитрович Поремській
- 1972—1984 — Олександр Миколайович Артемов (Зайцев)
- 1984—1995 — Євген Романович Островський (Романов)
- 1995—2008 — Борис Сергійович Пушкарьов
- 2008—2014 — Олександр Миколайович Шведов
- 2014—н. ч. — В'ячеслав Еммануїлович Долінін

## В кіно
- Кінець операції «Резидент»

### Документальні фільми
- «Лист розстріляному батьку» 2004 р 52 хв. реж. Валерій Балаян
- «Камені, що закривають вхід» 2007 р 39 хв. реж. Валерій Балаян
- «Друга хвиля» 26 хв реж. Валерій Балаян
- «Змова проти країни Рад»